# 2012 LZ1
2012 LZ1 – planetoida należąca do grupy Amora, klasyfikowana jako potencjalnie niebezpieczny obiekt, odkryta w 2012. 14 czerwca 2012 planetoida przeleciała w odległości około 5,3 miliona kilometrów od Ziemi (około 14 razy więcej niż odległość Ziemi od Księżyca).

## Historia
Planetoida została odkryta w nocy z 10 na 11 czerwca 2012 przez astronoma Roberta H. McNaughta pracującego w Siding Spring Observatory.
W momencie jej odkrycia średnica planetoidy szacowana była na około 500 metrów. Już po jej przelocie w pobliżu Ziemi dodatkowe obserwacje dokonane przy pomocy radaru planetarnego z Obserwatorium Arecibo pozwoliły określić jej średnicę na około 1000 metrów. Uderzenie planetoidy tej wielkości w Ziemię stanowi zagrożenie dla całego życia na jej powierzchni i może spowodować masowe wymieranie.
Po jej odkryciu została zaklasyfikowana jako potencjalnie niebezpieczny obiekt (PHA). Obecnie nie ma żadnego niebezpieczeństwa, aby uderzyła w Ziemię, ale jako PHA klasyfikowane są obiekty o średnicy ponad 150 metrów, które mogą w przyszłości zbliżyć się do Ziemi na odległość mniejszą niż 0,05 jednostki astronomicznej.
14 czerwca 2012 około godziny 23:10 UTC planetoida przeleciała w odległości około 5,3 miliona kilometrów od Ziemi. Jej wielkość gwiazdowa wynosiła 13m, nie była więc widoczna gołym okiem. Jej przelot był transmitowany na żywo z obserwatorium Slooh. W czasie przelotu planetoidy obok Ziemi jej trajektoria została nieco zmieniona przez pole grawitacyjne Ziemi.